# La Bruffière
La Bruffière – miejscowość i gmina we Francji, w regionie Kraj Loary, w departamencie Wandea.
Według danych na rok 1990 gminę zamieszkiwało 2980 osób, a gęstość zaludnienia wynosiła 74 osób/km² (wśród 1504 gmin Kraju Loary La Bruffière plasuje się na 165. miejscu pod względem liczby ludności, natomiast pod względem powierzchni na miejscu 139.).